# Nils Ringström
Nils (Nisse) Vilhelm Ringström, född 28 november 1880 i Stockholm, död 7 juni 1952 i Saltsjöbaden, var en svensk målare och tecknare.
Han var son till målarmästaren Carl Wilhelm Ringström och Lotten Lundquist och från 1909 gift med Anna Charlotta P:son Carroll. Ringström studerade vid Tekniska skolan i Stockholm 1893–1896 och arbetade samtidigt som xylograf vid G Forssells ateljé. Efter studierna var han anställd vid Grönstedts litografiska anstalt 1896–1898 och vid J Cederquists kemigrafiska anstalt 1898–1900. Han kom tidigt att ägna sig åt reportage- och skämtteckning i dags- och veckopress. Han medverkade i bland annat skämttidningarna Figaro och från 1899 till 1919 i Söndags-Nisse. Han var knuten till Dagens nyheter 1907–1913, tidningen Dagen 1913–1914 och därefter vid Svenska Dagbladet. Sporadiskt medverkade han i tidningarna Strix, Kasper, Allt för Alla och Vårt Hem. Hans arbetsuppgifter vid Svenska Dagbladet bestod till en början av reportageteckningar från travtävlingar, eldsvådor och illustrationer till Veckans spaltparad. Under 1920-talet skapade han serien Olle med värs där han imiterade barnteckningens stil, några av dessa teckningar publicerades i boken Jag och min brors underbara öden av Olle med värs och Ur vårat liv i bilder av Olle jr med värs. Ringström var i ungdomsåren kamrat med Oskar Andersson som lär vara upphovsmannen till benämningen Rimpan som Ringström senare använde som signatur omväxlande med Rim. Till bekantskapskretsen hörde även Per Lindroth som delade ateljé med Ringström i Gamla stan, samt Albert Engström, Oskar Bergman och Evert Taube. Han medverkade i Svenska tecknarförbundets utställning vid Baltiska utställningen i Malmö 1914 och i Presstecknarnas utställning på Rålambshof konstsalong 1942 och i utställningar arrangerade av Sveriges allmänna konstförening. Bland hans illustrationer märks Björn Hodells Emil Norlander och hans visor. Ringström finns representerad på Den Gyldene Freden med akvarellmålningen Prästgatan från Freden samt vid Uppsala universitetsbibliotek.